# Baambrugge Oostzijds
Het waterschap Baambrugge Oostzijds was een waterschap in de gemeente Abcoude, in de Nederlandse provincie Utrecht.